# Seven Easy Pieces
Seven Easy Pieces est une série de performances données par l'artiste Marina Abramović à New York au musée Guggenheim en novembre 2005.

## Genèse
Bien que le monde de l'art de la performance désapprouve traditionnellement la répétition d'œuvres individuelles, valorisant leur nature transitoire et éphémère comme intrinsèque à leur essence, en vieillissant, Abramović s'est trouvée obligée de préserver les performances qui ont influencé son propre développement en tant qu'artiste. En colère de voir tant d'idées développées dans ses performances et celles des autres être appropriées sans crédit, y compris par des entreprises commerciales telles que la publicité et la mode, Abramović s'est engagée à archiver sept œuvres emblématiques en les recréant ou en les réinterprétant dans Seven Easy Pieces, mais seulement avec le consentement exprès de chacun des artistes originaux ou de leurs successions. « Il n'y a personne pour garder l'histoire droite », a-t-elle déclaré au New York Times dans une interview publiée début novembre 2005. « Je me sentais presque obligée. J'avais l'impression d'avoir cette fonction pour le faire ».

## Composition
Seven Easy Pieces comprend sept œuvres individuelles — deux d'elle-même et cinq d'autres artistes — jouées pendant sept nuits consécutives à partir du 9 novembre. La combinaison des œuvres individuelles peut être considérée comme une introduction au post-structuralisme. Par ordre de performance :   
- Body Pressure (en) de Bruce Nauman (1974)
- Seedbed de Vito Acconci (1972)
- Action Pants: Genital Panic de Valie Export (1969)
- The Conditioning de Gina Pane (1973)
- Comment expliquer les tableaux à un lièvre mort de Joseph Beuys (1965)
- Lips of Thomas d'Abramović (1975)
- Entering the Other Side d'Abramović (2005)